# Leucandra spissa
Leucandra spissa är en svampdjursart som först beskrevs av Urban 1909.  Leucandra spissa ingår i släktet Leucandra och familjen Grantiidae. Inga underarter finns listade i Catalogue of Life.